# Dariusz Gajewski
Dariusz Gajewski, właśc. Władysław Dariusz Gajewski (ur. 3 grudnia 1964 w Częstochowie) – polski reżyser, autor filmu Warszawa (2003), uhonorowanego Złotymi Lwami.
Absolwent Wydziału Reżyserii Łódzkiej Szkoły Filmowej (1993). Studiował także prawo na Uniwersytecie Jagiellońskim. Jego żoną jest aktorka Agnieszka Grochowska.

## Filmografia

### Reżyser
- Nie bój, nie bój (1994)
- Utwór na chłopca i lampę (1996)
- Franciszek muzykant (1998)
- Anatol lubi podróże (1999)
- Stara muzyka (1999)
- Konwój (1999)
- Tu jest wszystko (2000)
- AlaRm (2002)
- Warszawa (2003)
- Lekcje pana Kuki (2007)
- Obce niebo (2015)
- Czas niedokończony. Wiersze księdza Jana Twardowskiego (2015)
- Legiony (2019)